# Les Cyranos
Pour les articles homonymes, voir Cyrano.
Les Cyranos (anciennement Les P'tits Molières) est une association française créée en 2011 par Jérôme Tomray, visant à promouvoir les petites salles françaises de théâtre de moins de 100 places, 150 places depuis 2012, 200 places depuis 2022, pour des spectacles ayant été joués au minimum vingt fois et sur tout le territoire national depuis 2022. Les P'tits Molières sont devenus Les Cyranos depuis 2022 et sont organisés par la Fédération du spectacle indépendant.

## Les prix
Tous les ans depuis 2013, une cérémonie en soirée est consacrée à l'attribution, par un jury, de douze prix récompensant chacun un spectacle présenté par une salle. Il s'agit des prix suivants :
- prix du meilleur spectacle tout public ;
- prix du meilleur spectacle jeune public ;
- prix du meilleur artiste seul en scène ;
- prix du meilleur spectacle d'humour ;
- prix spécial ou « Coup de cœur des P'tits Molières » ;
- prix de la meilleure scénographie ;
- prix du meilleur auteur vivant ;
- prix de la meilleure mise en scène ;
- prix du meilleur comédien en premier rôle ;
- prix de la meilleure comédienne en premier rôle ;
- prix du meilleur comédien en second rôle ;
- prix de la meilleure comédienne en second rôle.

Il y a cinq nommés par prix.

## Les saisons
Douze saisons ont déjà eu lieu.

### Saison 2012-2013
- Prix du meilleur spectacle tout public 2013 : Le Baiser de la Veuve, Cie Ozagê
- Prix du meilleur spectacle jeune public 2013 : Petite Goutte d’eau deviendra grande, Cie sceneenkit
- Prix du meilleur seul en scène 2013 : La Contrebasse, Cie Les enfants du Paradis
- Prix du meilleur spectacle musical 2013 : Tonycello, chansons pauvres… à rimes riches ! Cie Théâtre Alicante
- Prix du meilleur auteur 2013 : Jean-Baptiste Quiot et Alexis Verdier pour Tout est sous contrôle, La San Sous Cie
- Prix du meilleur adaptateur 2013 : Pascal Montel pour Double Assassinat dans la rue Morgue, compagnie Neo vent, La Fabrik à pestacs
- Prix de la meilleure scénographie 2013 : Cyril Gourbet pour Les Aventuriers de la Cité Z, La Nad Compagnie
- Prix de la meilleure mise en scène 2013 : Maud Chaussé, Adrien Perez, Grégory Truchet et Charlie Danancher pour Brainstorming, Brainstorming Cie, représentée par Tournez au feu productions
- Prix de la meilleure comédienne 1er rôle 2013 : Alice Gérard dans Pour quelques centimètres de neige, Cie La Troops
- Prix de la meilleure comédienne 2e rôle 2013 : Anne-Dorothée Lebard dans Le Misanthrope, Cie Trèfle Production
- Prix du meilleur comédien 1er rôle 2013 : Tony Le Guern dans Le Baiser de la veuve, Cie Ozagê
- Prix du meilleur comédien 2e rôle (ex aequo) 2013 : Jean Siffermann dans Le Médecin malgré lui, Cie Les Pitres rouges et Jean-Baptiste Quiot dans Tout est sous contrôle, La San Sous Cie
- Prix du meilleur visuel 2013 : Pépito Matéo pour Jean et Béatrice, Cie La Clique
- Prix du public 2013 décerné par les spectateurs BilletReduc.com : Monsieur Le Musical, Cie Cie On nous a pas rappelés
- P’tit Molière d’honneur 2013 a été remis à : Brainstorming, Brainstorming Cie, représentée par Tournez au Feu Productions.

### Saison 2013-2014
La cérémonie de remise des prix a lieu le 24 novembre 2014.
- Meilleur spectacle tout public 2014 : C’est la Vie, Cie Didascalies
- Meilleur spectacle jeune public 2014 : La Fabuleuse Aventure de Valentin, Association Eurovarto
- Meilleur seul en scène 2014 : L’Homme en morceaux, Cie Vue sur mer
- Meilleur spectacle musical 2014 : Cosmopolitan Divas, Cie OPER’Artistes
- Meilleure scénographie 2014 : Frédéric Gray pour Mademoiselle Frankenstein, Cie La Clique
- Meilleur auteur 2014 : Nadia Nakhlé pour Zaza Bizar
- Meilleure mise en scène 2014 : Jérôme Tomray pour La Cuisine d’Elvis, Nolan Productions
- Meilleur comédien 1er rôle : Pierre Derenne dans Gouttes dans l’océan, dans la Cie de l’Astre
- Meilleure comédienne 1er rôle 2014 : Emilie Piponnier dans Tartuffe ou l’Hypocrite, dans la Cie d’Eos
- Meilleur comédien 2e rôle 2014 : Jérôme Tomray dans La Cuisine d’Elvis, Nolan Productions
- Meilleure comédienne 2e rôle 2014 : Fanny Martella dans La Cuisine d’Elvis, Nolan Productions
- Meilleur visuel 2014 : Pépito Matéo pour Mademoiselle Frankenstein  - Cie La Clique

### Saison 2016-2017
La cérémonie de remise des prix a lieu le 4 décembre 2017.
- Meilleur spectacle tout public 2017 : Cyrano de Bergerac,  Cie Parpadou
- Meilleur spectacle jeune public 2017 : Sorcière Latrouille, Apremont Musithéa et théâtre Ouest
- Meilleur seul en scène 2017 : Mama Khan, le chant de la terre Lakota,  Cie Barraca Suivre
- Meilleur spectacle d'humour 2017 : Domino,  Cie 2LProd
- Meilleur scénographie 2017 : Ela Tolak et Adrien Crapanzano pour Le Jeu de l'amour et du hasard,  Cie Inter
- Meilleur auteur vivant 2017 : Danièle Mahaut pour Merci d'être passée, La Bourlingue Théâtre
- Meilleure mise en scène 2017 : Coralie Jayne pour La Mécanique du cœur,  Cie Le Moineau
- Meilleur comédien 1er rôle 2017 : Sylvain Marceaux dans Les Deux Timides,  Cie Hisse et Eau
- Meilleure comédienne 1er rôle 2017 : Patricia Piazza-Georget dans Le Journal d'une femme de chambre, La troupe des filles de Gala
- Meilleur comédien 2e rôle 2017 : Bertrand Mounier dans Le Mariage forcé de George Dandin,  Cie du Homard bleu
- Meilleure comédienne 2e rôle 2017 : Roxane Merlin dans Les Deux Timides,  Cie Hisse et eau
- Prix spécial 2017 : Hobobo : Les Chiche Capon

### Saison 2017-2018
- Meilleur spectacle tout public :
- Meilleur spectacle jeune public :
- Meilleur artiste seul en scène :
- Meilleur spectacle d'humour :
- Meilleure scénographie :
- Meilleur auteur vivant :
- Meilleure mise en scène :
- Meilleur comédien en 1er rôle :
- Meilleure comédienne en 1er rôle :
- Meilleur comédien en 2e rôle :
- Meilleure comédienne en 2e rôle : Séverine Wolff dans Ludwig II, le roi perché, Compagnie Les Joyeux de la couronne
- Prix spécial :

### Cyranos 2023 (pour l'année2022)
Les 12 prix ont été décernés le dimanche 22 janvier 2023 au Café de la Gare, avec 4 nommés par Prix :
- Meilleur spectacle tout public : Cadavre exquis, par le Théâtre de poche Graslin ;
- Meilleur spectacle jeune public : À l'école de Molière, par Le Théâtre en stock
- Meilleur artiste seul en scène : Hélène Arden, dans La Tresse, par Fédora Productions ;
- Meilleur spectacle d'humour : Un pour Tous, par le Collectif Sitheatrois ;
- Meilleur spectacle musical : Et Dieu créa le swing !, par le Théâtre de la Comédie Bastille ;
- Meilleure scénographie : Jean-Yves Perruchon, pour Les Prisonniers du Chateau d'If, par la Cie des Kapokiers ;
- Meilleur auteur vivant : Marc Tourneboeuf, pour Astrid, par le Théâtre de la Comédie Bastille ;
- Meilleure mise en scène : Pascale Bouillon, pour Au Bonheur des Dames
- Meilleur comédien dans un 1er rôle : Bertrand Skol dans L'Aquaboniste, par Aliochka Productions ;
- Meilleure comédienne dans un 1er rôle : Cécile Heintzmann dans À l'école de Molière, par Le Théâtre en stock
- Meilleur comédien dans un second rôle : Thibault Truffert dans Les Prisonniers du Chateau d'If, par la Cie des Kapokiers ;
- Meilleure comédienne dans un second rôle : Morgane Delacour, dans Un pour Tous, par le Collectif Sitheatrois ;

### Cyranos 2024 (pour l'année2023)
Décernés le lundi 29 janvier 2024 au Théâtre Les Enfants du Paradis, il y a désormais 13 prix :
- Premier Grand prix des Cyranos : Marie Tudor (Hugo), adaptation et mise en scène Pascal Faber ;
- Meilleur spectacle tout public : Le Complexe de la fougère, de Sophie Bonneau, mise en scène Thierry Garençon ;
- Meilleur spectacle jeune public : Le Petit Prince, mise en scène Florence Fouéré ;
- Meilleur spectacle musical : Paris-Varsovie : Le Cabaret musical, par Ewunia et Yves Dupuis ;
- Meilleur artiste seul en scène : Lettre d'une inconnue, de Stefan Zweig, mise en scène William Mesguich, adapté et interprété par Betty Pelissou ;
- Meilleur spectacle d'humour : Détenus à tout prix, de et avec Thomas Giraud et Valérian Moutawe, mise en scène Lucie Cottard et Mehdi Benyahia ;
- Meilleure scénographie : Kévin Goret et Igor Verdy, pour La Machine à remonter le rock ;
- Meilleur auteur vivant : Stefano Massini, pour Femme non rééducable ;
- Meilleure mise en scène : Laurent Masclès, pour Femme non rééducable ;
- Meilleur comédien dans un 1er rôle : Marie De Oliveira, dans Femme non rééducable ;
- Meilleure comédienne dans un 1er rôle : Laurent Masclès, dans Femme non rééducable ;
- Meilleur comédien dans un second rôle : Juliette Behar, dans Marie Tudor (Hugo) ;
- Meilleure comédienne dans un second rôle : Nicolas Delle, dans Comment je suis devenu stupide.